# Hradní pivovar Libštejn
Hradní pivovar Libštejn stával v podhradí hradu Libštejn na Rokycansku.

## Historie
Hrad byl založen kolem poloviny 14. století Oldřichem Tistem z Hedčan. Pivovar určitě existoval před rokem 1550 a nacházel se v jednom z obytných domů v podhradí. S postupem času se poloha hradu ukázala jako nevýhodná a ten je roku 1590 uváděn jako pustý. Pravděpodobně někdy v té době zanikly také budovy v podhradí a tedy i pivovar. Dnes je na místě pivovaru prohlubeň po sklepech.